# Lily May Perry
Lily May Perry, född den 5 januari 1895 i Havelock, New Brunswick, död den 11 mars 1992 i Hingham, Massachusetts, var en kanadensisk-amerikansk botaniker som arbetade vid Arnold Arboretum och är mest känd för sin detaljerade samlingsvolym om medicinalväxter i Syd- och Sydostasien samt sin medverkan till Flora of New Guinea.
Auktorsnamnet L.M.Perry kan användas för Lily May Perry i samband med ett vetenskapligt namn inom botaniken; se Wikipediaartiklar som länkar till auktorsnamnet.